# Sidi Ould Cheikh Abdallahi
Sidi Ould Cheikh Abdallahi, född 1938 i Alég, Brakna, Mauretanien, död 22 november 2020 i Nouakchott, var en politiker från Mauretanien som var landets förste demokratiskt valde president från 19 april 2007 till den 6 augusti 2008, då han störtades i en militärkupp och efterträddes av Muhammad Ould Abdel Aziz som president.

## Fotnoter
1. ↑  Munzinger Personen, Munzinger person-ID: 00000013518, läst: 9 oktober 2017.[källa från Wikidata]
2. ↑  Ex-Mauritanian President Ould Cheikh Abdallah Dies Aged 82 - State Media (på engelska), läs online.[källa från Wikidata]
3. ↑  وفاة الرئيس الموريتاني السابق سيدي محمد ولد الشيخ عبد الله (på arabiska), 23 november 2020, läs online, läst: 23 november 2020.[källa från Wikidata]
4. ↑  läs online, countrylicious.com .[källa från Wikidata]
5. ↑  Ex-Mauritanian President Ould Cheikh Abdallah Dies Aged 82 - State Media
6. ↑  Mauritania, rulers.org, läst 2020-10-30
7. ↑  Mauretania's president deposed in coup, theguardian.co.uk 080806